# Castello di Nyon
Il castello di Nyon (in francese Château de Nyon) è un castello che si trova nella cittadina di Nyon, sulla riva del lago di Ginevra, in Svizzera. Si tratta di un bene culturale d'importanza nazionale, la cui costruzione iniziò nel XII secolo sotto i signori di Prangins, per poi passare ai conti di Savoia e infine ai bernesi dopo la conquista del 1536.

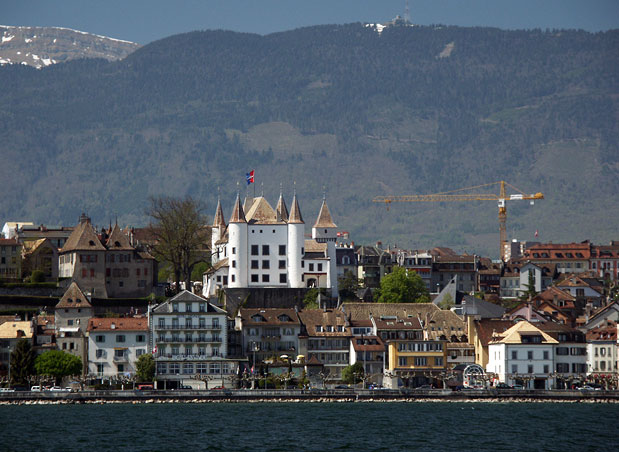